# Nyikolaj Alekszandrovics Tyihonov
Nyikolaj Alekszandrovics Tyihonov (oroszul: Николай Александрович Тихонов; Harkov, 1905. május 14. – Moszkva, 1997. június 1.) orosz nemzetiségű szovjet politikus és pártvezető, 1980–1985 között a Szovjetunió Minisztertanácsának elnöke volt.

## Élete
A Dnyepropetrovszkban a kohómérnöki főiskolán szerzett kohómérnöki diplomát 1930-ban. 1950-ig az ottani nehézipari vállalatoknál dolgozott. Az ötvenes években a vaskohászati minisztérium egyik főigazgatóságának vezetője lett, 1955-ben pedig miniszterhelyettes lett. 1957-ben ismét visszakerült Dnyepropetrovszkvba, ahol a népgazdasági tanács irányításával bízták meg. 1960-tól a tudományos és gazdasági kormánybizottság elnökhelyettese, majd 1962-től az Állami Tervbizottság elnökhelyettese volt, miniszteri rangban. 1965-ben miniszterelnök-helyettessé, 1976-ban első miniszterelnök-helyettessé nevezték ki. 1979 óta – Koszigin betegsége után – gyakorlatilag már ő irányította a kormány munkáját. 1980 októberében nevezték ki miniszterelnöknek. Ugyanebben az évben az SZKP KB Politikai Bizottságának teljes jogú tagjává választották. 1985-ig töltötte be a miniszterelnöki beosztást, utóda Nyikolaj Rizskov lett.

## Művei magyarul
- A Szovjetunió Kommunista Pártja XXVI. kongresszusa. 1981. február 23–március 3.; Leonyid Iljics Brezsnyev, Nyikolaj Tyihonov előadói beszéde, Kádár János felszólalása; Kossuth, Bp., 1981